# WrestleMania 34

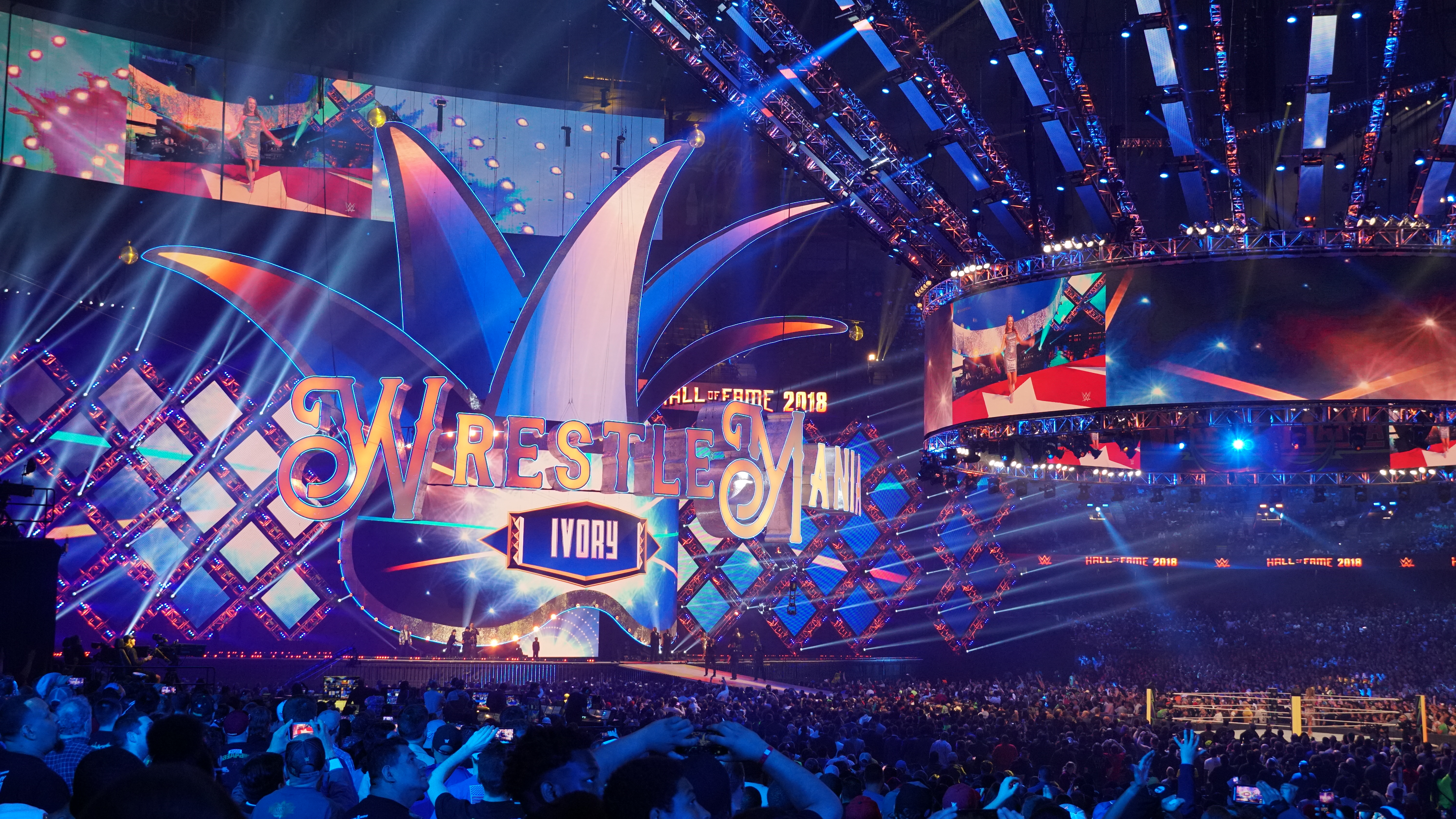
Wrestlemania 34 Stage

WrestleMania 34 war die 34. der jährlichen WrestleMania-Großveranstaltungen, die als Pay-per-View von WWE ausgetragen werden. Sie fand am 8. April 2018 im Mercedes-Benz Superdome in New Orleans, Louisiana statt. Nach Wrestlemania XXX war es die zweite die dort stattfand.

## Hintergrund
Für die Veranstaltung wurden vierzehn Matches angesetzt. Diese resultierten aus den Storylines, die in den Wochen vor WrestleMania 34 bei Raw und SmackDown, den wöchentlichen auf dem WWE Network ausgestrahlten Shows der WWE gezeigt wurden.

## Ergebnisse
| Matchart                                                                    |                                        |      |                                                                                        | Zeit  |
| --------------------------------------------------------------------------- | -------------------------------------- | ---- | -------------------------------------------------------------------------------------- | ----- |
| 30-Man André the Giant Memorial Battle Royal                                | "Woken" Matt Hardy                     | bes. | Baron Corbin und 28 weitere                                                            | 16:42 |
| WWE Cruiserweight Championship (vakant) Tournament – Finale – Singles Match | Cedric Alexander                       | bes. | Mustafa Ali                                                                            | 12:18 |
| 20-Woman WrestleMania Womens Battle Royal                                   | Naomi                                  | bes. | Bayley und 18 weitere                                                                  | 9:46  |
| Triple Threat Match um die WWE Intercontinental Championship                | Seth Rollins                           | bes. | The Miz (c) und Finn Bálor                                                             | 15:28 |
| Singles Match um die WWE SmackDown Women’s Championship                     | Charlotte Flair (c)                    | bes. | Asuka                                                                                  | 13:07 |
| Fatal-4-Way Match um die WWE United States Championship                     | Jinder Mahal (w/ Samil Singh)          | bes. | Randy Orton (c), Bobby Roode und Rusev (w/ Aiden English)                              | 8:13  |
| Mixed Tag Team Match                                                        | Kurt Angle & Ronda Rousey              | bes. | Triple H & Stephanie McMahon                                                           | 20:37 |
| Triple Threat Tag Team Match um die WWE SmackDown Tag Team Championship     | The Bludgeon Brothers (Harper & Rowan) | bes. | The Usos (Jimmy & Jey Uso) (c) und The New Day (Big E & Kofi Kingston w/ Xavier Woods) | 5:53  |
| Singles Match                                                               | The Undertaker                         | bes. | John Cena                                                                              | 2:46  |
| Gewinnen Owens und Zayn, werden sie wieder eingestellt – Tag Team Match     | Shane McMahon & Daniel Bryan           | bes. | Kevin Owens & Sami Zayn                                                                | 15:23 |
| Singles Match um die WWE RAW Women’s Championship                           | Nia Jax                                | bes. | Alexa Bliss (c) (w/ Mickie James)                                                      | 9:01  |
| Singles Match um die WWE Championship                                       | AJ Styles (c)                          | bes. | Shinsuke Nakamura                                                                      | 20:19 |
| Tag Team Match um die WWE RAW Tag Team Championship                         | Braun Strowman & „WWE-Fan“ Nicholas    | bes. | Sheamus & Cesaro (c)                                                                   | 3:56  |
| Singles Match um die WWE Universal Championship                             | Brock Lesnar (w/ Paul Heyman) (c)      | bes. | Roman Reigns                                                                           | 15:49 |

## Notizen
1. 1 2 3  Pre Show Match
2. ↑  Nicholas ist der Sohn von WWE referee John Cone und wurde aus dem Publikum von Strowman als Partner ausgewählt